# Marcus Horatius Pulvillus (Militärtribun)
Marcus Horatius Pulvillus (auch Marcus Horatius) war Angehöriger des antiken römischen Patriziergeschlechts der Horatier. Er ging gemeinsam mit Lucius Geganius Macerinus in die fasti consulares als Militärtribun des Jahres 378 v. Chr. ein, was jedoch schon Titus Livius als Fälschung entlarvte.